# Quake II
Quake II (ook wel afgekort tot Q2) is een sciencefiction videospel dat werd ontwikkeld door id Software en gedistribueerd door Activision. Het spel kwam op 9 december 1997 uit voor Microsoft Windows. Later volgden ook andere platforms. Het spel is een first-person shooter. Naast singleplayer heeft het spel ook ondersteuning voor multiplayer.  Ook had het spel twee officiële uitbreidingen.

## Verhaal
Het verhaal begint met Operation Alien Overlord dat wordt ingezet om de aarde te beschermen tegen een kwaadaardig buitenaards ras genaamd de Strogg. Tijdens de landing op de planeet van de aliens sneuvelen veel mariniers, maar de speler, genaamd Bitterman blijft in leven. De taak van de speler is de invasie te stoppen. Onderweg kunnen wapens, pantser en munitie bemachtigd worden. Het perspectief van het spel wordt getoond in de eerste persoon.

### Doelen
Operation Alien Overlord heeft doelstellingen die gehaald moeten worden om het spel uit te spelen:
- Communicatie herstellen
- Verdediging van de planeet ongedaan maken
- De Interplanetary Gateway uitschakelen
- De Makron commandant vermoorden

## Vervolg
Het spel is geen vervolg op Quake uit 1996. Het scenario, vijanden en thema zijn totaal anders dan de voorloper. Het spel kreeg de naam Quake II wegens de populariteit van de voorloper van dit spel. 

## Versies
Versie 3.20 is het laatst uitgebracht door id Software. Op 22 december 2001 werd de broncode onder GNU General Public License openbaar gemaakt. Deze kan worden gedownload van de van id Software. Het verschil tussen versie 3.20 en 3.21 is dat de laatste versie makkelijker onder Linux compileert.

## Wapens
Het spel kent de volgende wapens:
| Wapen             | Schade          | Munitie  | Max. munitie | Snelheid (rpm) |
| ----------------- | --------------- | -------- | ------------ | -------------- |
| Blaster           | 10              | Geen     | ∞            | 150            |
| Hagelgeweer       | 48              | Shells   | 100/150/200  | 48             |
| Super Hagelgeweer | 120             | Shells   | 100/150/200  | ~39,6          |
| Machinegeweer     | 8               | Kogels   | 200/250/300  | ~300           |
| Chain Gun         | 8               | Kogels   | 200/250/300  | ~1,714         |
| Handgranaat       | 120             | Granaten | 50/100       | -              |
| Granaatwerper     | 120             | Granaten | 50/100       | ~54,65         |
| Rocket Launcher   | 100             | Raketten | 50/100       | ~42,86         |
| Hyperblaster      | 20              | Cells    | 200/250/300  | ~300           |
| Railgun           | 150             | Slugs    | 50/75/100    | ~30            |
| BFG10k            | 200+ (tot 1000) | Cells    | 200/250/300  | ~24,97         |

## Soundtracks
1. Operation Overlord
2. Rage
3. Kill Ratio
4. March of the Stroggs
5. The Underworld
6. Quad Machine
7. Big Gun
8. Descent Into Cerberon
9. Climb
10. Showdown

## Uitbreidingen
Er zijn drie officiële uitbreidingen van Quake II:
1. Quake II Mission Pack: The Reckoning
gepubliceerd op 30 mei 1998 ontwikkeld door Xatrix. Inclusief een nieuwe single player campagne, nieuwe wapens en monsters en verschillende multiplayer levels.
2. Quake II Mission Pack: Ground Zero
gepubliceerd op 31 augustus 1998, ontwikkeld door Rogue Entertainment. Bevat een nieuwe single player campagne, nieuwe wapens, monsters en een verschillende multiplayer levels.
3. Quake II Netpack I: Extremities
gepubliceerd op 26 november 1998. Is een compilatie van verschillende multiplayer mods (inclusief Quake 2, CHAOS Deathmatch en Rocket Arena), die zijn gemaakt door amateur ontwikkelaars uit de gemeenschap van dit spel. Ondanks de titel, kwam er geen opvolger.

Daarnaast zijn twee andere add-ons voor Quake II die een licentie van id Software bezitten. Deze zijn niet als officiële missiepacks door Activision uitgebracht: 
- Zaero - uitgebracht in 1998, ontwikkeld door Team Evolve en gedistribueerd door Macmillan Digital Publishing USA.
- Juggernaut: De nieuwe Story Voor Quake II - uitgebracht in 1998, ontwikkeld door Canopy Games en gedistribueerd door Head Games Publishing.

## Platforms
| Jaar | Platforms                                                         |
| ---- | ----------------------------------------------------------------- |
| 1997 | Windows                                                           |
| 1999 | Nintendo 64 (1), PlayStation (2), Mac OS (3), Linux (4), BeOS (5) |
| 2002 | Amiga                                                             |
| 2005 | Xbox 360 (6)                                                      |
| 2009 | Zeebo                                                             |

Noten
- (1) = De Nintendo 64-versie werd geporteerd door Raster Productions
- (2) = De PlayStation-versie werd geporteerd door HammerHead
- (3) = De Macintosh-versie werd geporteerd door Logicware
- (4) = Quake II: Colossus is de Linux-portering met de twee officiële uitbreidingen. Deze werd in 1999 gemaakt door id Software en uitgegeven door Macmillan Digital Publishing.
- (5) = Quake II: Colossus werd ook in 1999 door Be Incorporated naar BeOS geporteerd om de OpenGL-acceleratie te testen.
- (6) = Quake II was toegevoegd op de bonus-cd, welke bijgevoegd was bij Quake 4.

## Ontvangst
Het spel werd zeer goed ontvangen. In totaal zijn er meer dan een miljoen exemplaren verkocht. Het was het meest populaire onlinespel van 1998. Ook kreeg het spel goede reviews:
| Beoordeeld door | Platform    | Jaar | Beoordeling |
| --------------- | ----------- | ---- | ----------- |
| PC Zone         | Windows     | 1997 | 97%         |
| GameSpot        | Windows     | 1997 | 90%         |
| GameRankings    | Windows     | 2014 | 87%         |
| IGN             | PlayStation | 1999 | 87%         |
| IGN             | Mac OS      | 2002 | 83%         |
| IGN             | Nintendo 64 | 1999 | 82%         |
| GameSpot        | PlayStation | 1999 | 76%         |
| GameSpot        | Nintendo 64 | 1999 | 75%         |

In maart 1998 kreeg het spel van het magazine Computer Gaming World de titel "Action Game of the Year".

## Trivia
- Het spel is opgenomen in het boek 1001 Video Games You Must Play Before You Die van Tony Mott.